# グレース・ベデル
グレース・グリーンウッド・ベデル・ビリングス（英語: Grace Greenwood Bedell Billings、1848年11月4日 - 1936年11月2日）は、アメリカ人女性。11歳の時にエイブラハム・リンカーンにひげ（whiskers：頬から顎の髭）を生やした方がいいという手紙を出したことで有名。
大統領選挙目前の1860年10月15日、ニューヨーク州ウェストフィールドに住んでいた彼女はリンカーンに存在感を示すためにあごひげを生やしたほうがいいといった手紙を送った。リンカーンは10月19日に手紙に対する返事を送ったが約束はされなかった。しかし1ヶ月後彼は豊かなひげを伸ばし翌年イリノイ州からワシントンD.C.に戻る途中、彼女の住むウェストフィールドに立ち寄り彼女と出会い彼女はキスを受けた。
彼女は後に結婚しカンザス州のデルフォスに移り、1936年に亡くなった。
1864年に彼女はリンカーンへ2通目の手紙を送った。この手紙は2007年に研究者によって発見された。

## 関連書籍
- 『リンカンがひげをはやしたわけ-開拓期を生きた少女の話』（著者：Fred Trump、翻訳：宮木陽子、偕成社 1997年12月）ISBN 978-4036348701